# Ulvajanlahti
Ulvajanlahti är en vik i Finland. Den ligger Valkeakoski i landskapet Birkaland, i den södra delen av landet, 130 km norr om huvudstaden Helsingfors.